# Аврелия (кратер)
Вижте пояснителната страница за други значения на Аврелия.
Аврелия (на английски: Aurelia) е ударен кратер разположен на планетата Венера. Той е с диаметър 31,1 km, и е кръстен на Аврелия Кота – майка на Гай Юлий Цезар.